# Argeșani
Argeșani – wieś w Rumunii, w okręgu Ardżesz, w gminie Băiculești. W 2011 roku liczyła 479 mieszkańców.